# Eumastax vittithorax
Eumastax vittithorax är en insektsart som beskrevs av Marius Descamps 1974. Eumastax vittithorax ingår i släktet Eumastax och familjen Eumastacidae. Inga underarter finns listade i Catalogue of Life.